# جوشوا ديك
جوشوا ديك هو سياسي كندي، ولد في 15 سبتمبر 1849، وتوفي في 11 أغسطس 1934.